# Carried Away (singolo)
Carried Away è un singolo del cantante e del produttore Surf Mesa e della cantante statunitense Madison Beer, pubblicato il 12 febbraio 2021.

## Tracce
Testi e musiche di Ajay Bhattacharyya, Hayley Gene Penner, Memo Blue, Powel Aguirre.
1. Carried Away – 3:02